# Antiadrenergici
Antiadrenergici jesu skupina lijekova koji blokiraju simpatički autonomni sustav, tj. simpatičke (adrenergičke) receptore. Oni blokiraju ili alfa ili na beta adrenergičke receptore.

## Podjela

### Blokatori alfa receptora
Među alfa receptorima razlikujemo alfa-1 i alfa-2 receptore. Alfa-1 receptori nalaze se u krvnim žilama, njihovom stimulacijom krvne žile se sužavaju a njihovom blokadom opuštaju se stjenke krvnih žila i posljedično krvni tlak pada. Alfa-2 receptori nalaze se na površini presinaptičkih neurona i imaju suprotnu funkciju - oni su dio negativne povratne sprege kojom se sprječava prejaka stimulacija alfa-1 adrenergičkih receptora i prejako sužavanje krvnih žila. Naime njihovom stimulacijom dolazi do blokade otpuštanja noradrenalina. Nalaze se na neuronima koji podražuju krvne žile i u mozgu. Stimulacija alfa-2-adrenergičkih receptora uzrokuje blokadu aktivnosti simpatičkog sustava i Alfa-1 receptore blokiraju doksazosin, prazosin i urapidil, a alfa-2 receptore dobro podražuju rezerpin, metildopa, klonidin, guanfacin, guanabenz. 
Antiadrenergici koji djeluju centralno imaju dvojak mehanizam. S jedne strane oni aktiviraju alfa-2-adrenergičke receptore, a s druge strane oni blokiraju imidazolinske receptore. Djeluju na mjestu koje se zove nucleus tractus solitarius. Na tom mjestu se nalazi vazomotorički centar baroreceptorskog refluksa. Aktivacijom alfa-2 receptora u tom području dolazi do smanjenja odašiljanja impulsa prema krvnim žilama duž simpatičkog sustava što uzrokuje smanjenje simpatičkog tonusa i širenja krvnih žila te posljedičnog pada tlaka. Osim toga oni djeluju i na periferne alfa-2 receptore također kočeći simpatikus i uzrokujući širenje krvnih žila. 
Nova generacija centralnih antiadrenergika blokira simpatikus neizravno jer više djeluje na imidazolinske receptore u rostralnoj ventrolateralnoj meduli, području odgovornom za centralnu kontrolu perifernih funkcija simpatičkog živčanog sustava.
Antiadrenergici koji djeluju na ganglije jesu trimetafan, mekamilamin. Oni blokiraju nikotinske receptore u ganglijima simpatičkog sustava, ali osim njih blokiraju i parasimpatičke ganglije. Zbog takve neselektivnosti njihova uporaba je uglavnom napuštena, ali se još uvijek ponekad koristi trimetafan koji se daje u liječenju određenih hipertenzivnih kriza te tijekom kirurških operacija.
Antiadrenergici koji djeluju periferno blokiraju alfa-1-receptore na krvnim žilama. Time dolazi do prekida signala iz simpatičkog sustava, počinje prevladavati signal iz parasimpatičkog sustava i dolazi do širenja krvnih žila i posljedičnog pada tlaka.

### Blokatori beta receptora
Blokatori beta-adrenergičkih receptora nazivaju se beta blokatori i posebna su farmakoterapijska skupina. 